# المابيات
المابيات، قرية من قرى محافظة العلا، والتابعة لمنطقة المدينة المنورة في السعودية. تقع في شمال المدينة المنورة، وتبعد عنها بمسافة تقارب (300) كيلو متر، وعن العلا بمسافة تقارب (20) كيلو متر.

## الموقع
يمثل موقع المابيات بقايا آثارية معمارية لمدينة كاملة مسورة، تقع في الجهة الجنوبية الغربية من مدينة العلا على بعد 20 كم، وتقع على الجهة الشرقية لوادي القرى الذي يعرف حاليًأ بوادي العلا على بعد 2كم، وتعد مزارع قرية مغيرة الحالية الامتداد الطبيعي للمدينة الإسلامية.

## أهمية موقع المابيات
يعتبر موقع المابيات من أهم المواقع الأثرية الإسلامية المبكرة ويقع في شمال المملكة العربية السعودية،، إذ يعود تاريخه إلى العصرين الأموي والعباسي، وعُرف قديماً باسم (قرح)، كما أنه من أهم المدن التجارية القديمة بوادي القرى.

## المابيات عند المؤرخين والجغرافيين العرب
وصف الجغرافيون منذ القرن الثالث إلى القرن السادس الهجري المابيات وذكروا بأنها قرح قاعدة وادي القرى، وقد تحدث الحسن الأصفهاني عن طريق الحج وذكر أن من مراحله وادي القرى ثم العوالي –العلا حاليًا- ثم الحجر، ويمثل ما ذكره موقع المابيات.
فتحت القرح عنوة عام 7هـ ، وتميزت بوجود مخلفات أثرية إسلامية من العمارة والتحف ، ويبدو أنها قامت وازدهرت في هذا المكان معتمدة على الاستفادة من طريق التجارة الرئيسي الذي يعرف لدى أهالي العلا بدرب الحاج ، كما قام في العلا سوق من أسواق العرب الموسمية، بالإضافة إلى ازدهار الزراعة التي حدث لها تراجع في القرن الأول الهجري؛ بسبب فقدان وادي القرى ( قرح) لأهميته إذا اندثرت الكثير من العيون الجارية، ثم عادت القرح للازدهار مرة أخرى وأصبحت المنطقة الثالثة بعد مكة واليمامة كما يقول الاصطرخي، كما اعتبرها المقدسي المدينة الثانية في الحجاز بعد مكة المكرمة. وقد أكدت المخلفات الأثرية والحضارية الأراء السبقة، كما أكدت أن القرح أخذت في النمو مع بداية القرن الثاني الهجري وبلغت القمة في القرنين الثالث والرابع الهجريين؛ ويبدو أن السبب في ذلك يعود إلى تزايد الحجاج المارين بها مما أدى إلى انتعاش الحياة الاقتصادية كونها محطة من محطات الطريق إلى مكة المكرمة. كما يؤكد ذلك أيضًا النتائج التي توصلت إليها بعثة معهد الآثار بجامعة لندن 1968م بعد دراسة وتحليل القطع الفخارية التي عثر عليها في المابيات والتي ترجع إلى القرنين 11-12 الميلاديين وهذا يعني أن الموقع كان مأهولاً بالسكان حتى ننهاية القرن 6هـ/12م ، وجاءت النتيجة الأخيرة متفقة مع كتابات الجغرافيين والرحالة المتقدمين. لقد تم نشر تقرير البعثة في مجلة المعهد برقم 8،9 في عام 1970م وأكد التقرير أن المابيات موقع أموي وعباسي هام.
ومع بداية القرن 6هـ/12م مر بالمابيات موجة تراجع، حتى جاء القرن 7هـ/13م وحلت العلا مكانها فلم يذكر أحد المؤرخين أو الرحالة المتأخرين المابيات بعد هذا التاريخ إلى جانب اختفاء المخلفات الأثرية في تلك الفترة – القرن 7هـ/13م، ولعل السبب في ذلك انتشار الأوبئة والأمراض فيها مما جعل السكان يهاجرون منها إلى العلا.

## المسح الأثري للمابيات

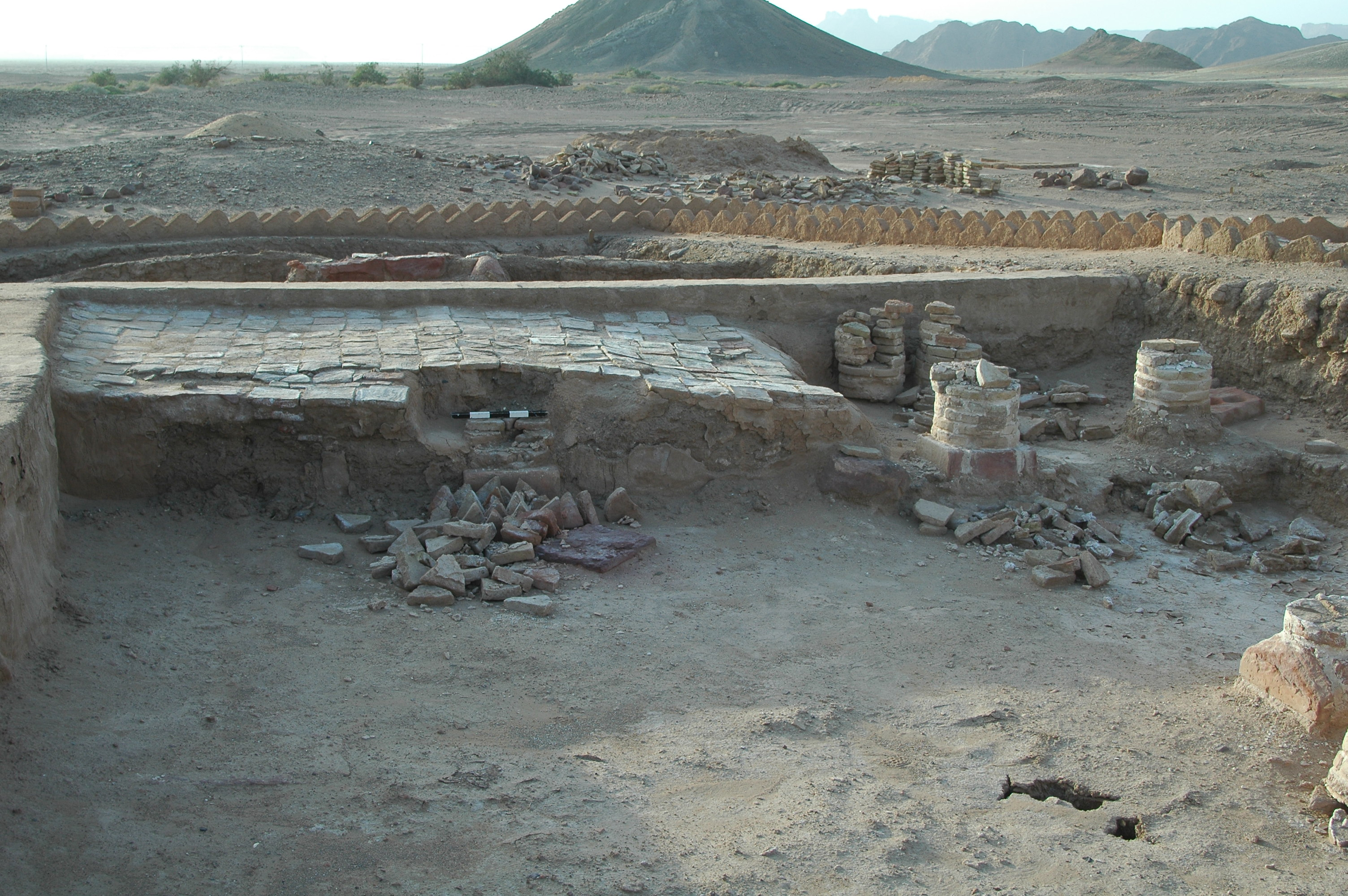
جانب من الموقعقامت

- جانب من الموقعقامت الإدارة العامة للآثار والمتاحف في شمال المملكة العربية السعودية بإعمال مسح أثرية للمابيات وذلك في عامي 1385هـ، 1385هـ.
- قامت جامعة الملك سعود بعمل مسح أثري وعمليات تنقيب على عدة سنوات، وقد استغرق الموسم الأول لحفائر المابيات الأثرية قرابة الشهر والنصف في عام 1404هـ ، ومن معثورات التنقيب:

1. الفخار المزجج.
2. الفخار غير المزجج.
3. فخار ما قبل الإسلام.
4. الزجاج.
5. المسكوكات والأوزان[4]

- أعمال التنقيب في موقع المابيات بواسطة قسم الآثار والمتاحف في جامعة الملك سعود في عام 1425هـ -2004م. وتم الكشف عن سور يحيط بالمدينة بشكل متعرج مبني من الطوب اللبن ومدعم بدعائم من الآجر، كم اتم الكشف عن وحدات سكنية، اتضح أن بعض أرضيات غرفها مرصوفة بالآجر أو بالطين، كما أن جدرانها كسيت بملاط من الجص، وقد عثر في الموقع على مجموعة من القطع الأثرية المتنوعة والمصنوعة من الفخار المزجج، والفخار العادي والمسكوكات والمشغولات المعدنية كالحلي والأدوات الزجاجية وأواني الطبخ الحجرية والفخارية وغيرها[5]

## النقوش الصخرية في الموقع
يكتسب الموقع أهمية تاريخية، نظراً لأن قرح ازدهرت خلال فترة ما قبل الإسلام، وأصبحت سوقاً تجارية مشهورة، وعدت من أسواق العرب المعروفة في الجاهلية، وبلغت درجة عالية من النمو والازدهار في العصر الإسلامي، حتى وصفها المقدسي في القرن الرابع الهجري بأنها المدينة الثانية في الحجاز بعد مكة، ووصفها الأصطخري بأنها المدينة الرابعة بعد مكة والمدينة واليمامة، واستمرت كذلك إلى أواخر القرن السادس الهجري.
عند الركن الشمالي الغربي لسور المدينة تقع قلعة الفقير التي بنيت على طريق الحج، والتي شيدت فوق جبل صغير مطل على المدينة، أساسات جدرانها من الحجارة الرملية كبيرة الحجم، بينما جدرانها العلوية من الطوب اللبن. وقد عثر في شرق المدينة على بقايا قرية صغيرة مساحتها 150 متر × 100 متر، وبها مخلفات حرق وبقايا أفران، لتكشف أن جميع المواد المستخدمة في البناء والفخاريات هي محلية الصنع داخل المدينة. وقد حددت الحفريات ملامح عمارة المدينة والمتمثلة في الأبراج، والأعمدة، والدعامات، والدرج، ومواد البناء، وبلاط الآجر المستخدم في تبليط الأرضيات، كذلك دراسة المعثورات من الفخار والزجاج والخزف المتنوع. كما عثر في الموقع على مجموعة من النقوش الكتابية المدونة بالخط الكوفي إضافة إلى نقش مكتوب بالخط النبطي.

## انظر ايضاً
- العلا

## وصلات خارجية
- بالصور.. العلا تبوح بأسرار «الوادي المجهول» قرى محصنة وحادثة السم ومصلى الرسول الأعظم